# Psychotria ituriensis
Psychotria ituriensis är en måreväxtart som beskrevs av De Wild. och E.Petit. Psychotria ituriensis ingår i släktet Psychotria och familjen måreväxter. Inga underarter finns listade i Catalogue of Life.